# NGC 6811
NGC 6811是一個位於天鵝座，接近與天琴座交界的疏散星團。該星團的角直徑大約是滿月的一半，並有約1000顆星等相當的恆星。因為它的中心是黑暗的，因此其中心被稱為「星團中的洞」。

## 概要
NGC 6811和大多數年老的疏散星團一樣，位置遠離銀河平面。它距離地球1107 ± 90秒差距，直徑14到20光年，總光度是太陽的2100倍。NGC 6811的年齡大約是10.0 ± 1.7億年，在形成時大約有6000顆恆星，但因為重力交互作用和恆星演化，恆星數量下降到約1000顆。NGC 6811內大部分恆星的光譜類型在中期 F 型到早期 K 型之間，表面溫度與太陽接近的範圍內，其他較高溫恆星有 A2 型、數顆 O 型和百餘顆 B 型恆星。在該星團中已觀測到16顆變星，其中12顆是矮造父變星。NGC 6811屬於特朗普勒分類法中的 III 1r 型，代表是擁有大量光度相當恆星，並且沒有明顯天體聚集中心的星團。然而，該星團內的恆星分部並不尋常（如果沒有聚集的中心），並且在外觀上有暈結構環繞核心，讓中心處在外觀上類似一個洞。

## 觀測
約翰·赫歇爾於1829年首次觀測到NGC 6811，並將它紀錄在1864年發表的星雲和星團總表。該星團近年是克卜勒任務的研究目標，目的是為了藉由研究恆星的自轉速率、年齡和距離以幫助搜尋太陽系外行星。
NGC 6811在地球北半球觀測最佳時間是夏季，這時候它會在接近天頂的位置，鄰近天津二。它被認為是業餘天文學家的良好觀測天體，雖然該星團成員星最高亮度是10等。NGC 6811在倍率10倍的雙筒望遠鏡中是模糊的一片，而使用中等口徑望遠鏡以70倍觀測是最佳觀測條件。業餘天文學家對該星團的描述有「恆星的煙圈」或「女人在化裝舞會穿戴的寶石面具」。

## 行星
克卜勒任務以凌日法在NGC 6811內發現環繞類太陽恆星的兩顆系外行星，克卜勒66b和克卜勒67b。這兩顆行星的體積都稍小於海王星，並且是首次以凌日法在疏散星團內首次發現體積小於木星的系外行星。因為NGC 6811的年齡和距離都已經被精確量測，這兩顆系外行星是少數知道精確年齡和距離的。這項發現顯示在星團內行星存在的機率和在不屬於星團或星協的恆星旁發現行星的機率相近，並且行星可以在比太陽周圍更為擁擠和天體更激烈運動的環境下形成並存在。